# Лубня (Мозырский район)
Лубня (бел. Лубня́) — деревня в Криничном сельсовете Мозырского района Гомельской области Республики Беларусь.

## География

### Расположение
В 4 км на восток от Мозыря, от железнодорожной станции Мозырь (на линии Калинковичи — Овруч), 123 км от Гомеля.
Единственная деревня Мозырского района, расположенная на левом берегу Припяти.

### Гидрография
На реке Закованка (приток реки Припять).

## Транспортная сеть
Транспортные связи по автодороге Калинковичи — граница Украины. Планировка состоит из короткой прямолинейной улицы, ориентированной с юго-востока на северо-запад и застроенной односторонне деревянными крестьянскими усадьбами.

## История
Обнаруженные археологами поселения эпохи мезолита (в 1 км на северо-восток от деревни, в урочище Лысая Гора) и поселение эпохи неолита и бронзового века (в 0,5 км на запад от деревни) свидетельствуют о заселении этих мест с давних времён. По письменным источникам известна с XIX века как деревня Мозырского уезда Минской губернии. В 1879 году обозначена как хутор в Мозырском церковном приходе. Согласно переписи 1897 года хутор Лубня (он же Слободка).
В 1930 году организован колхоз «Красный животновод», работала кузница. Действовала начальная школа (в 1935 году 32 ученика). Во время Великой Отечественной войны в июне 1943 года оккупанты сожгли 59 дворов и убили 3 жителей. Освобождена 12 января 1944 года. 21 житель погиб на фронте. Согласно переписи 1959 года в составе экспериментальной базы «Криничная» (центр — посёлок Криничный). В 1962 году деревни Великая Лубня и Малая Лубня объединены в одну.

## Население

### Численность
- 2004 год — 22 хозяйства, 32 жителя.

### Динамика
- 1897 год — 24 двора, 157 жителей (согласно переписи).
- 1925 год — 56 дворов.
- 1940 год — 60 дворов, 320 жителей.
- 1959 год — в деревне Великая Лубня 145 жителей, в деревне Малая Лубня 19 жителей (согласно переписи).
- 2004 год — 22 хозяйства, 32 жителя.

## Достопримечательность
- Стоянка-1 периода неолита, бронзового века, 4–2-е тыс. до н.э., 1,5 км на юго-запад от деревни, на останце террасы над озером Христинка, у лесу —  Историко-культурная ценность Республики Беларусь, шифр 313В000525.
- Стоянка-2 периода неолита, бронзового века, 4–2-е тыс. до н.э., 2–2,3 км на северо-запад от деревни, 0,2 км на северо-восток от озера Великое —  Историко-культурная ценность Республики Беларусь, шифр 313В000526.